# عبد الرحمن مامي
عبد الرحمن مامي طبيب وسياسي تونسي ولد في 15 سبتمبر/أيلول 1903 بضاحية المرسى واغتيل في 13 جويلية/تموز 1954.

## جذوره وتكوينه
- ينحدر من عائلة من أصل تركي، وكان والده مقربا من البايات الحسينيين.
- درس عبد الرحمن مامي في المدرسة الصادقية بتونس العاصمة ثم اتجه إلى فرنسا لدراسة الطب وهناك أجرى بحثا يتعلق بحمى المستنقعات التي تفشت بصفة كبيرة في الثلاثينات. واستعمل مع طبيب فرنسي دواء جديدا في علاج هذا الوباء.

## الطبيب
- عاد الدكتور مامي إلى تونس سنة 1936 وفتح عيادته الخاصة في أحد الأحياء الشعبية بالعاصمة، وقد خصص يوما أسبوعيا لمعالجة مرضاه من الفقراء بدون أجر.
- الدكتور مامي بنشاطه الخيري والتطوعي.
- اختاره الملك محمد الأمين باي طبيبه الخاص سنة 1943.

## الوطني
- انتمى الدكتور مامي إلى الحزب الحر الدستوري التونسي، وناضل في صفوفه.
- ساهم في إسعاف جرحى أحداث 9 أفريل وفي أعمال الجبهة الوطنية كما عرف بمساعيه التوفيقية عند حصول خلافات بين عناصر الحزبين الدستوريين القديم والجديد.
- نظرا لمواقفه الوطنية تعرض الدكتور مامي للاغتيال من قبل العصابة الفرنسية المسماة باليد الحمراء وذلك في 13 جويلية /تموز 1954، بعد أن كانت قد اغتالت وطنيين آخرين من أبرزهم فرحات حشاد في ديسمبر/كانون الأول 1952 والهادي شاكر في سبتمبر/أيلول 1953.
- تخليدا لذكراه أطلق اسمه على مستشفى الأمراض الصدرية بأريانة وشارع كبير بمدينة المرسى.